# Портильо (Чили)
Портильо (исп. Portillo — «пролом») — известный горнолыжный курорт в Андах, Чили. Расположен в 160 км к северо-востоку от Сантьяго-де-Чили, рядом с городом Лос-Андес. Является старейшим из 20 горнолыжных курортов Чили и всей Южной Америки.
Планы строительства горнолыжного центра в Андах возникли в 1930-е годы. Строительство началось в 1942 году, а открытие горнолыжного курорта состоялось в 1949 году.
В настоящее время в районе функционирует 12 подъёмников различного типа.
В 1966 году здесь состоялся чемпионат мира по горнолыжному спорту, на котором известный французский горнолыжник Жан-Клод Килли стал двукратным чемпионом мира. За последние годы на трассах Портильо неоднократно проходили этапы Кубка мира по горнолыжному спорту.
На специально подготовленной трассе для спуска на лыжах на скорость здесь неоднократно обновлялись мировые рекорды скорости спуска на лыжах.
Благодаря расположению Портильо в Южном полушарии, здесь проводят свои летние тренировочные сборы национальные горнолыжные команды США, Италии, Франции и других стран Северного полушария.
Горнолыжный сезон длится примерно с середины июня до начала октября. Высота снежного покрова достигает 7 м. Средняя температура воздуха в январе составляет 11,3 °C, в июне — −0,8 °С, зимой обычно не опускаясь ниже −5 °С. По состоянию на 2002 год население составляло 44 человека.